# سیلاس رایت، جونیور
سیلاس رایت، جونیور (به انگلیسی: Silas Wright, Jr.) سناتور سابق عضو حزب دموکرات ایالات متحده آمریکا بود. وی در سال ۱۸۳۳ تا ۱۸۴۴ میلادی سناتور ایالت نیویورک در سنای ایالات متحده آمریکا بود.